# 岩切信房
岩切 信房（いわきり のぶひろ）は、戦国時代から安土桃山時代にかけての武将。島津氏の家臣。
父・岩切善信の後を継ぎ、島津義弘の近侍20人の中の一人として仕える。天正15年（1587年）には島津氏の側近として朝廷に謁見し、後に朝鮮出兵にも参加する。その後、慶長5年（1600年）の関ヶ原の戦いにも従軍し、帰国後に感状と知行200石を与えられている。年度不明ながら5月13日に没した。
飯田忠彦は、軍師として島津氏に仕えた祖父・信朗、父・善信と比べて、「信房は自らの保身のことばかりを考え、家臣としては難がある人物であった」と評している。

## 関連書籍
- 山本大、小和田哲男『戦国大名家臣団辞典　西国編』（新人物往来社、1981年）